# West Bridges Township
West Bridges Township est un ancien township, situé dans le comté d'Ozark, dans le Missouri, aux États-Unis,.